# Desa Kandangan (administrativ by i Indonesien, Jawa Timur, lat -8,47, long 113,98)
Desa Kandangan är en administrativ by i Indonesien.   Den ligger i provinsen Jawa Timur, i den sydvästra delen av landet, 800 km öster om huvudstaden Jakarta.